# Kuopion jäähalli

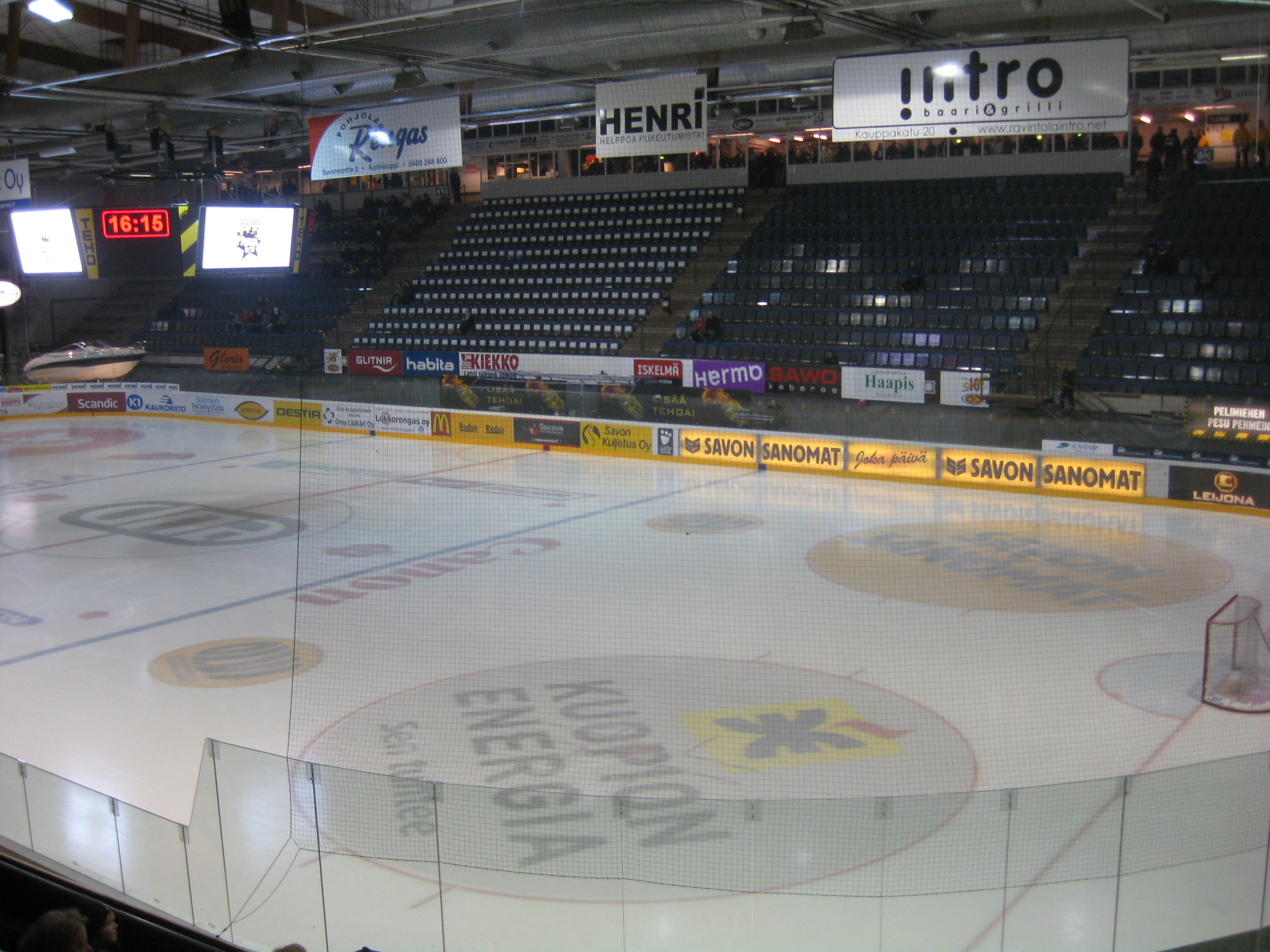
De ijsbaan

De Kuopion jäähalli (of Niiralan monttu) is een ijshal in de Finse stad Kuopio. Het is de thuisbasis van ijshockeyclub KalPa, die uitkomt in de SM-liiga. De hal wordt voornamelijk gebruikt voor ijshockey en heeft een capaciteit van 5224 personen.